# 腦場電腦節
腦場電腦節為由香港電腦業協會主辦的年度大型活動，於香港電腦商場（包括深水埗黃金電腦商場、高登電腦中心、新高登電腦廣場，早期亦包括旺角電腦中心和灣仔電腦城）內舉行，讓商戶以低價促銷電腦和通訊產品，促進本土經濟。
腦場電腦節在8月舉行，為期一星期，部份日子與於香港會議展覽中心舉行的香港電腦通訊節重疊。
腦場電腦節每天推出限量超低價電子貨品，部份低至一元，吸引不少人通宵排隊，香港部份媒體亦有所報道。

## 歷史
香港電腦節於2002年12月，於高登電腦中心與黃金電腦商場外（福華街、福榮街及桂林街）舉行，深受香港市民歡迎，自此每年在同一地點舉行一至兩次，但引起黃金電腦中心和高登電腦中心的商戶不滿，認為會影響商場內商戶的生意。為減少對會場附近居民的滋擾，2009年至2011年期間，香港電腦節地點改在長沙灣遊樂場舉行，直至2012年停辦。香港電腦節停辦後，為抗衡香港電腦通訊節，香港電腦業協會另外舉辦腦場電腦節。由於社會氣氛和新冠病毒疫情問題，腦場電腦節於2019年起全面停辦，直至2023年恢復舉辦。

## 舉辦日期
| 名稱                                | 舉行日期                     | 舉行地點                                                 |
| ----------------------------------- | ---------------------------- | -------------------------------------------------------- |
| 深水埗．灣仔腦場冬日電腦節2011-2012 | 2011年12月27日至2012年1月2日 | 黃金電腦商場、高登電腦中心、灣仔電腦城                   |
| 深水埗．灣仔腦場夏日電腦節2012      | 2012年8月15日至2012年8月27日 | 黃金電腦商場、高登電腦中心、灣仔電腦城                   |
| 香港腦場電腦節2013                  | 2013年8月20日至2013年8月26日 | 黃金電腦商場、高登電腦中心、旺角電腦中心、灣仔電腦城     |
| 香港腦場電腦節2014                  | 2014年8月19日至2014年8月25日 | 黃金電腦商場、高登電腦中心、旺角電腦中心、灣仔電腦城     |
| 香港腦場電腦節2015                  | 2015年8月19日至2015年8月25日 | 黃金電腦商場、高登電腦中心、新高登電腦廣場、旺角電腦中心 |
| 香港腦場電腦節2016                  | 2016年8月16日至2016年8月23日 | 黃金電腦商場、高登電腦中心、新高登電腦廣場、旺角電腦中心 |
| 腦場電腦節2017                      | 2017年8月23日至2017年8月29日 | 黃金電腦商場、高登電腦中心、新高登電腦廣場               |
| 腦場電腦節2018                      | 2018年8月22日至2018年8月28日 |                                                          |
| 腦場電腦節2023                      | 2023年8月23日至2023年8月29日 |                                                          |

## 外部連結
- 腦場電腦節facebook專頁
- 香港電腦業協會 （页面存档备份，存于）